# 鄧嶽
鄧 嶽（とう がく、生年不詳 - 344年）は、中国の東晋の軍人。字は伯山。本貫は陳郡陽夏県。もとの諱を岳といったが、康帝の諱に触れるため嶽と改め、後にさらに岱と改名した。子に冠軍将軍鄧遐。王敦の乱では王敦側として戦い、赦されてからは東晋南方の安定に貢献した。

## 生涯
東晋に仕え、若くして将才があったため、大将軍王敦の参軍に任じられた。
従事中郎・西陽郡太守に任じられた。
永昌元年（322年）3月、王敦の命により、繆坦とともに朝廷内の反抗勢力である尚書左僕射周顗・驃騎将軍戴淵を捕らえ、のちに二人を処刑した。
諸葛瑶・周撫・李恒・謝雍とともに王敦の爪牙とされた。
太寧2年（324年）7月、冠軍将軍に任じられていた鄧嶽は、驃騎大将軍王含・参軍銭鳳・前将軍周撫ら水陸5万の兵を率いて、建康を攻撃するために進軍した。
9月、王敦側は敗れ、王含が敗死すると、鄧嶽は周撫とともに逃走を図った。周撫の弟で尋陽郡太守周光は、密かに鄧嶽を捕えるよう伝えたが、周撫はこれを拒否した。鄧嶽は舟を走らせ、周撫とともに西陽蛮の中へ入り、王の向蚕の保護を受けた。
太寧3年（325年）、赦令が下ると、鄧嶽は周撫とともには出頭した。死を免れ、禁錮を命じられた。
咸和元年（326年）、赦令が下ると、司徒王導から従事中郎に任じられた。後に西陽郡太守に復職した。
咸和3年（328年）1月、反乱を起こした冠軍将軍蘇峻が建康に迫っていた。平南将軍温嶠は、前鋒として鄧嶽・督護王愆期・鄱陽郡太守紀睦に水軍を率いさせ、建康救援に向かわせた。鄧嶽らは直瀆に進軍した。
咸和4年（329年）1月、征西大将軍陶侃の命で、西城を守った。蘇峻の乱が鎮圧されると、西陽郡に帰還した。
咸和5年（330年）1月、右軍将軍郭黙を討伐するにあたり、鄧嶽と武昌郡太守劉詡は、譙国内史桓宣の子の桓戎が郭黙の参軍であるため、桓宣が郭黙に同調すると疑っていた。鄧嶽と劉詡は、桓宣の様子を探るべく、西曹王随を派遣した。桓宣は子の桓戎を王随とともに大司馬陶侃を出迎えさせた。陶侃は疑いが晴れた桓宣を上表して武昌郡太守に任じ、鄧嶽・劉詡とともに郭黙討伐に当たらせた。
5月、郭黙の乱が鎮圧されると、建武将軍・都督交広ニ州諸軍事・平越中郎将・広州刺史に任じられ、宜城県伯に封じられた。
咸康2年（336年）10月、鄧嶽は督護王随に夜郎、新昌郡太守陶協に興古を攻撃させ、全て勝利した。都督寧州諸軍事を加えられ、征虜将軍に任じられた。
咸康5年（339年）3月、平南将軍に任じられた。寧州を攻撃、成漢の建寧郡太守孟彦が寧州刺史霍彪を捕えて降伏した。
煉丹家の葛洪が家族らを連れて交阯に赴く途上、広州に至った。鄧嶽は葛洪らを広州にとどめた。葛洪は羅浮山で煉丹研究や著述に勤しんだ。鄧嶽は上表して、葛洪を東官郡太守に任じたが辞退された。鄧嶽は葛洪の兄の子の葛望を記室参軍に任じた。
建元2年（344年）、亡くなった。子の鄧遐が後を嗣いだ。

## 人物・逸話
- 王敦が実権を握った際、鄧嶽らは驕り高ぶり、相手を煽りたてては、思うがままに殺戮を行った。人々の家や田畑を侵し、古人の墓を掘り起こし、市道で掠奪を行った。識者はこれを知り、鄧嶽らは皆、敗れるだろうと予見した[3]。

- 東晋の東部地域は賦役が多く、これに耐えかねた多くの百姓らが広州へ移ってきた。鄧嶽は大いに貨幣や器物を鋳造させ、これにより周囲の異民族は兵器の製造方法を知った。安西将軍庾翼は上表して「東部国境は他国の侵攻が止まず、逃亡する者も徐々に多くなり、夷狄はその隙を伺っています。もし、鋳造の利を知れば、侵攻を止めることはできません」と、憂慮した[4]。